# 納亞巴德清真寺
纳亚巴德清真寺是孟加拉国的一个清真寺，位於迪纳杰布尔县的卡哈羅萊烏帕齊拉，坐落在德帕河畔。
該清真寺一側有三個入口，屋頂有三個拱頂。其外部尺寸為12.45（40.8英尺）、5.5（18英尺），牆壁厚度1.10（3.6英尺）。